# Piwowarczyk
Piwowarczyk – polskie nazwisko, na początku lat 90. XX wieku Polskę zamieszkiwały 8193 osoby o tym nazwisku.
Osoby noszące to nazwisko:
- Andrzej Piwowarczyk (ujednoznacznienie)
- Antoni Piwowarczyk – pseudonim polskiego polityka Władysława Wolskiego
- Antoni Piwowarczyk – polski żołnierz
- Damian Piwowarczyk – polski zawodnik mieszanych sztuk walki
- Dariusz Piwowarczyk – polski historyk
- Hubert Piwowarczyk – polski siatkarz
- Jan Piwowarczyk – polski duchowny katolicki
- Jan Piwowarczyk – polski harcerz
- Kazimierz Piwowarczyk – polski działacz partyjny i państwowy
- Marek Piwowarczyk – polski filozof
- Wojciech Piwowarczyk – polski ksiądz, Sługa Boży
- Zdzisław Piwowarczyk – polski architekt i urbanista